# TI級超級油輪
TI級超級油輪（英語：TI class supertanker）是一個由四艘超大型雙殼油輪所組成的船級，這四艘分別命名為TI非洲號（TI Africa）、TI亞洲號（TI Asia）、TI歐洲號（TI Europe）與TI大洋洲號（TI Oceania）的油輪，在前代的船隻噸位霸主諾克·耐維斯號（Knock Nevis）於2010年時報廢拆除後，就繼承了全世界最大船隻的頭銜。這四艘油輪也是在原名「海上巨人號」的諾克·耐維斯號完工25年之後，人類首度建造屬於極大型原油輪（Ultra Large Crude Carrier, ULCC）等級的船隻。

## 簡介
TI級油輪是由韓國大宇造船海洋位於玉浦洞的造船廠在2002年至2003年間，替以德國漢堡為營運中心的希臘船商赫勒斯邦集團（Hellespont Group）建造，船隻完工下水時原名阿罕布拉號（Hellespont Alhambra）、費爾法克斯號（Hellespont Fairfax）、大都會號（Hellespont Metropolis）與塔拉號（Hellespont Tara）。在2004年的一起聯合交易中，四艘船被美國的海外船運集團（Overseas Shipholding Group, OSG）與比利時船商歐航公司（Euronav NV）共同買下，新船東OSG將費爾法克斯號與塔拉號更名為TI大洋洲號與TI非洲號，而歐航則將其擁有的阿罕布拉號與大都會號改名為TI亞洲號與TI歐洲號。易手後的四艘船是委由大型油輪操作業者國際油輪公司（Tankers International L.L.C.）負責營運，這也是其船名中的縮寫「TI」之由來。
由於在1980與1990年代，因為全球世局的動盪、對於燃油能源的需求降低，與大型原油輪屢次發生洩漏意外造成嚴重海洋污染，全球對於ULCC等級的船隻需求銳減。再加上美國於1989年時頒佈的1990年石油污染法案（OPA 90），禁止所有不具有雙船殼構造的油輪進入美國領海，因此這段期間所建造的油輪大都屬於雙殼構造的超大型原油輪（VLCC）等級船隻。直到1990年代末期，石油價格飆漲導致原油運輸需求再度增加，才因此帶動TI級超級油輪這般的ULCC等級造船計畫，而TI級油輪也是世界上第一個ULCC等級的雙殼油輪。
除了雙層船殼外，TI級油輪也具有多種提升航運安全與環保表現的設計。包括在雙層船殼間的隔艙內裝置全時惰性氣體充填裝置，除了具有降溫的效果外，也能有效降低因為原油的自然揮發而產生的易燃碳氫化合物氣體在空氣中的含量，降低引發火災的機率。除此之外，TI級油輪的甲板也整個漆成亮白色以反射日間航行時照射在甲板上的陽光，降低原油受熱揮發出易燃氣體的速率，是迥異於過去的油輪、兼顧環保與安全性的新設計。

## 改裝成FSO
2009年時，TI亞洲號追隨前代的世界最大油輪諾克·耐維斯號的腳步，在杜拜船塢進行了改裝工程，成為一艘浮式儲油卸油平台（Floating Storage and Offloading, FSO），泊錨在卡達的夏辛海底油田（Al Shaheen oil field）上方作為處理與暫存開採出的原油之設施，並改名為FSO亞洲號（FSO Asia）。2010年時，承租FSO亞洲號的卡達快桅石油（Maersk Oil Qatar, MOQ）又與TI級的船東OSG與歐航簽訂一紙新的租約，承租姊妹輪TI非洲號並同樣改裝為FSO用途。兩艘船分別自2010年1月與8月開始進行FSO的運作。